# Matevž Langus
Matevž Langus ali Matej Langus, slovenski slikar in freskant, * 9. september 1792, Kamna Gorica pri Kropi, † 20. oktober 1855, Ljubljana.

## Življenje
Matevž Langus se je rodil v kovaški družini v fužinarskem kraju pod planoto Jelovico. Sprva je delal kot žebljar v domači vasi, nato pa se je šolal v Celovcu v delavnici Johanna Schreibersa, pri katerem je ostal šest let. Leta 1817 se je vrnil na Kranjsko in se naselil v Ljubljani. Kasneje bil po priporočilu profesorja Kavčiča sprejet na dunajsko akademijo, vendar je zaradi gmotnih težav opravil le dva letnika študija. Leta 1821 se je ponovno naselil v Ljubljani kot poklicni slikar. V letih 1824 do 1826 je živel v Rimu, kjer je bil vpisan na rimsko Francosko akademijo (L'Académie de France).

## Delo
Langusovo likovno ustvarjanje odlikuje bidermajerski slog, čeprav ga mnogi še uvrščajo med zadnje baročne slikarje na Slovenskem. Predvsem je poznan po portretih ljubljanskih meščanov (Julija Primic, Matija Čop, Andrej Smole), Stari mož pred Ljubljano, Portret žene, Avtoportret in po freskah. Več njegovih slik je odnesel škof Friderik Baraga v ZDA. Za zasluge pri sliki Primičeve Julije mu je kasneje France Prešeren posvetil sonet z akrostihom.

## Seznam del Matevža Langusa
- poslikava prezbiterija in velike kupole cerkve na Šmarni gori
- poslikava Frančiškanske cerkve v Ljubljani
- poslikava kupole in oltarne slike stolnice sv. Nikolaja v Ljubljani
- sliki sv. Ane in Matere božje v cerkvi v Kamni Gorici